# Koh Kong (ostrov)
Koh Kong (khmerským písmem កោះកុង, někdy transkribováno také jako Kaoh Kong) je největší kambodžský ostrov. Leží v Thajském zálivu jižně od stejnojmenného města. Ostrov měří 22 km na délku a 6 km na šířku. Nachází se na něm rybářská vesnice Alatang. Většina pobřeží ostrova je tvořena mangrovy, nacházejí se zde také písečné pláže využívané pro turistiku.